# باشگاه فوتبال ستاره سرخ برنو
ستاره سرخ برنو (چکی: Rudá Hvězda Brno)، باشگاه حرفه‌ای فوتبال بود که در شهر برنو، کشور چکسلواکی قرار داشت. این باشگاه مابین سال‌های ۱۹۵۶ و ۱۹۶۲ فعال بود و چهار بار در لیگ دسته اول چکسلواکی بازی کرد. پس از فصل ۶۲–۱۹۶۱ با باشگاه اسپارتاک زد ی اش برنو ادغام شد.

## رتبه در دسته اول
- ۱۹۵۷-۵۸ : هفتم
- ۱۹۵۸-۵۹ : پنجم
- ۱۹۵۹-۶۰ : دهم
- ۱۹۶۰-۶۱ : دوازدهم

## افتخارات
- جام حذفی چکسلواکی: ۶۰-۱۹۵۹

## حضور در رقابت‌های اروپایی
- م = دور مقدماتی
- ۱/۴ = یک‌چهارم نهایی

| فصل                      | رقابت                 | دور | کشور       | باشگاه         | نتیجه    |
| ------------------------ | --------------------- | --- | ---------- | -------------- | -------- |
| جام در جام اروپا ۶۱–۱۹۶۰ | جام برندگان جام اروپا | م   | آلمان شرقی | اف‌سی فرانکفورت | ۱–۲، ۲–۰ |
|                          |                       | ۱/۴ | یوگسلاوی   | دینامو زاگرب   | ۰–۰، ۰–۲ |